# Niger ai Giochi paralimpici
Il Niger è presente ai Giochi paralimpici estivi dall'edizione che si tenne nel 2004 ad Atene, in cui ha partecipato con un atleta nella disciplina dell'atletica leggera paralimpica. Da allora ha partecipato ad ogni edizione delle Paralimpiadi estive, senza mai vincere una medaglia. Non ha mai partecipato ai Giochi paralimpici invernali.

## Medagliere

### Giochi paralimpici estivi
| Giochi       | Oro | Argento | Bronzo | Totale | Pos. |
| ------------ | --- | ------- | ------ | ------ | ---- |
| Sydney 2000  | 0   | 0       | 0      | 0      | -    |
| Atene 2004   | 0   | 0       | 0      | 0      | -    |
| Pechino 2008 | 0   | 0       | 0      | 0      | -    |
| Londra 2012  | 0   | 0       | 0      | 0      | -    |
| Tokyo 2020   | 0   | 0       | 0      | 0      | -    |
| Parigi 2024  | 0   | 0       | 0      | 0      | -    |
| Totale       | 0   | 0       | 0      | 0      | -    |